# 尾脂腺
尾脂腺（英語：Uropygial gland、Oil gland、Preen gland）是一種位於鳥類尾端背側的全泌腺。:166會分泌出一些主要由脂質類物質為主的分泌物，供鳥類在有需要時以其鳥喙或腳沾取塗抹於羽毛上。:167:407其主要功能除了增進羽毛的防水功能之外，也能用以保護羽毛、抗菌、促進骨頭生長以及用以增進求偶的效果。:167:129:355
受鳥類物種、年齡、時間、性別等條件影響，其成分及作用都會有所變化，因此可用於歸類相似的鳥類，但不能用以作為建立不同鳥類的依據。但一般而言，水禽的尾脂線會偏大，而鴕鳥、鶴鴕、部分鴿子及部分鸚鵡等鳥類會沒有該構造。:167:406-407:40

## 歷史
神聖羅馬帝國的腓特烈二世可能是第一個討論鳥類尾脂腺功能的人，他在其13世紀時關於獵隼的著作中討論到了該部位，並相信這腺體會分泌出某種毒素，讓鷹或鴞等鳥類能夠塗抹在其爪子上之後，能更快地殺死獵物。1678年，弗朗西斯·威洛比探討了相關的毒性問題，但並沒有發現任何證據證明腓特烈二世的說法。
1799年，喬治·居維葉首次描述了尾脂腺的內部結構，並認為這是一個封閉的分泌型囊泡。但這可能是因為他解剖了一隻鴿子——而某些鴿子在現在的研究中發現並沒有完整的尾脂腺結構。:40直到1915年對赤胸朱頂雀的研究後，其結構才被確定，並發現尾脂腺可交替作為內分泌腺及外分泌腺使用。

## 構造與分泌機制

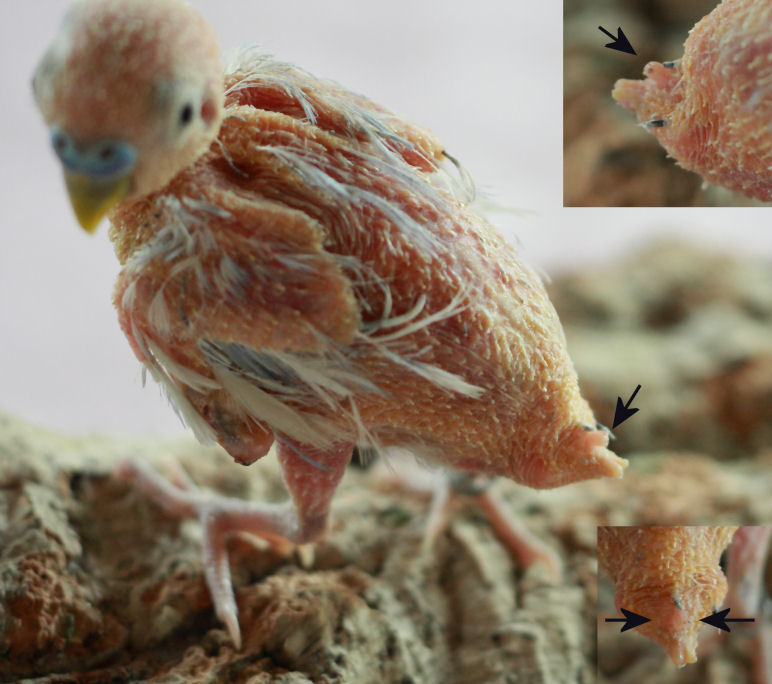
罹病的虎皮鸚鵡身上的尾脂腺（箭頭處）

尾脂腺位於臀部的尾羽基部，約在第四尾椎和尾骨之間。:166是一種兩瓣的對稱卵圓狀腺體，這兩瓣由一片隔膜分開，並在末端以肌肉相連形成一個分泌物的出口。:166:406:129尾脂腺從鳥類的尾動脈及靜脈接收血液供應，兩瓣內有相當大量的脂肪細胞並排，而當這些細胞凋亡後就會形成含有油脂的分泌物進入腔室儲存，並再由兩個或多個出口離開腺體。:406其開關於其第一對尾部脊髓神經控制。
在出口，其功用類似於燈芯，油脂會沿著分泌口外滲。:167其分泌物視不同鳥類、年齡及時間會有所變化，通常包含一些不同比例的蠟酯、蠟、不飽和脂肪酸、醇、烷二醇、酸性的黏液素、糖脂及磷脂等，可用於鑑別鳥類。:407:40但其成分並不能拿來預測肉雞血液的脂肪酸多寡，表示兩者之間沒有共通關係。
視鳥類的種類在末段的分泌口外會有不同構造，大致可分為兩種：具有毛絨狀短羽稱作「尾脂腺被䎃」或「被羽」；反之沒有這種短羽的則是稱「尾脂腺裸出」，是鳥類在目及科層次上的分類特徵之一。:166
除了外耳道中的一些小型腺體外，尾脂腺是鳥類中唯一有完全發育的皮膚腺體，對應於哺乳動物的眾多皮脂腺。:407

## 功能

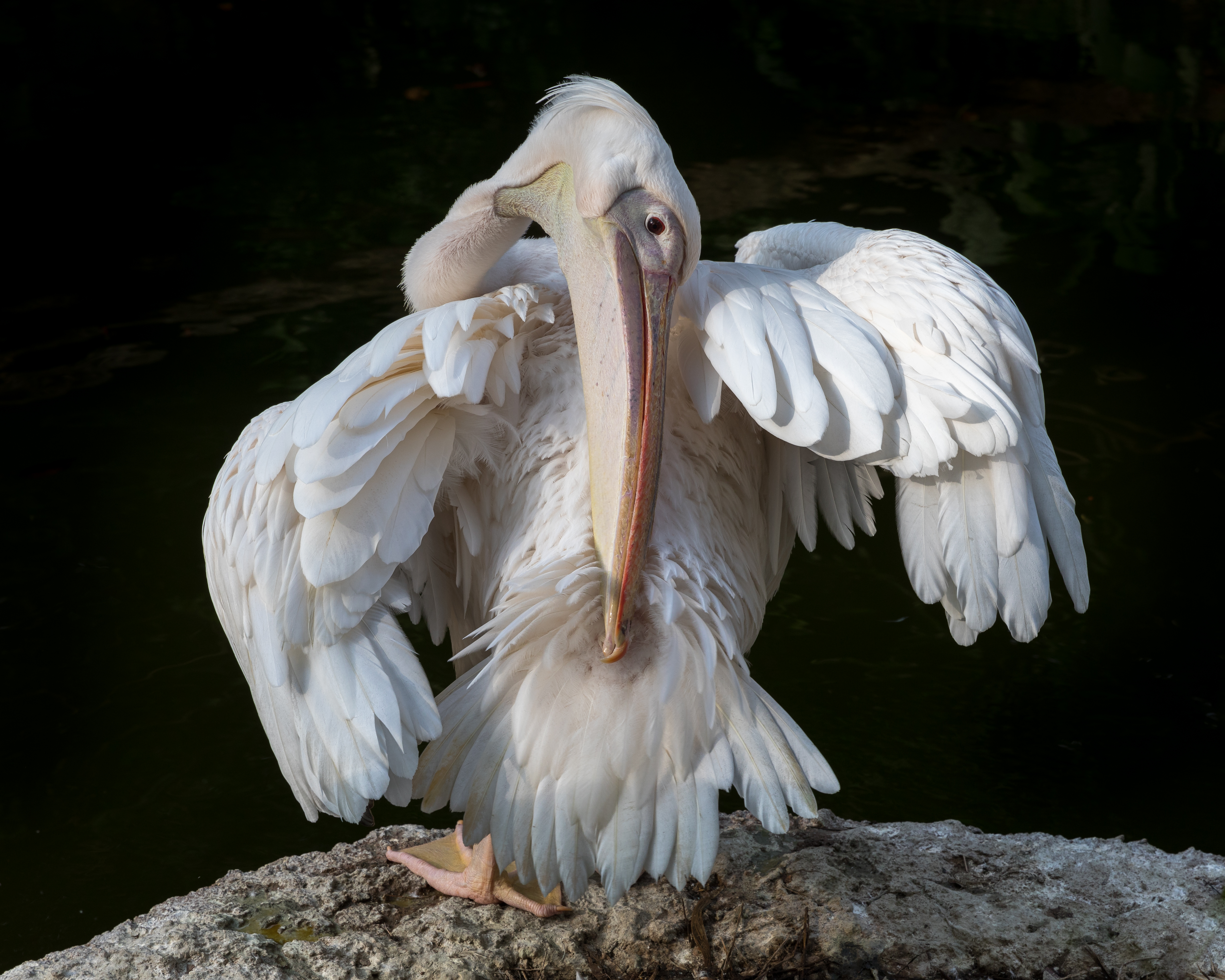
白鵜鶘正在取用尾脂腺上的分泌物

### 防水及保護特定部位
油脂塗抹在羽毛上後，可以協助羽毛帶有光澤並更加防水（若尾脂腺不存，羽毛也不會完全失去防水功能）。:167並且保持羽毛柔軟，並防止羽毛鬚及上面的羽小枝變得脆弱並過早斷裂，達到類似柔順劑的功能。:129:355
在某些物種中，也有助於保持喙的角質結構和腿和腳的鱗片。在一次使用羽蝨（絲角亞目）測試的研究中，也發現有塗抹過這些分泌物的羽毛會讓在上面的羽蝨死亡得更快。但未見去除尾脂腺四個月的圈養鳥類會有更多的羽蝨，表示尾脂腺可能不是最主要的防禦機制，並也未有發現藍山雀跟野鴿的分泌物會阻止或吸引蠓或蠅等對其有害的昆蟲效果。尾脂腺相對於所有鳥體體型大小的比例也被發現會跟在牠們身上寄生蝨的豐富程度成正相關的關係。

### 協助生長
尾脂腺的分泌物含有麥角固醇，在紫外線下可轉變為維生素D，被皮膚吸收後有利於骨骼生長。:167有人報導若摘除幼鳥的尾脂腺，會導致幼鳥罹患骨軟骨病，且導致羽毛容易毀壞，變得粗糙、乾燥。:167:407但似乎未對鴿子、雞和雀造成太大的影響，也未見會對體內的腺體相關物質造成改變。

### 抗有害物質
雌性綠頭鴨在孵蛋初期時的尾脂腺會分泌一些含抗真菌、抗菌或抗微生物的成分如某些脂肪酸。:407目前也有發現一些可能有助於抗菌的細菌存在於尾脂腺的分泌物中，例如在綠林戴勝中的綠林戴勝腸球菌、在野生火雞尾脂腺內的棒狀桿菌或在戴勝幼鳥尾脂腺里的糞腸球菌等。

### 社交與求偶
一些鸌形目鳥類的尾脂腺會分泌帶有強烈氣味的物質，這些物質被認為是蠟脂解後的成分，會參與一些費洛蒙的化學訊號交流。:407
在一些如楔尾鷗的鷗鳥和燕鷗中，其尾脂腺的分泌物中含有粉紅色的色素。該色素只在繁殖期時分泌，其強度取決於飲食，且受頭部較難塗抹的影響，通常頭部並不泛紅。:355
類胡蘿蔔素是紅、黃和橙等數種羽毛顏色的基礎，而在大紅鸛身上，牠們會利用其含有類胡蘿蔔素的分泌物「美容」自己的羽毛，以增進個體間的差異，加強求偶訊號的強度。

## 塗抹方式

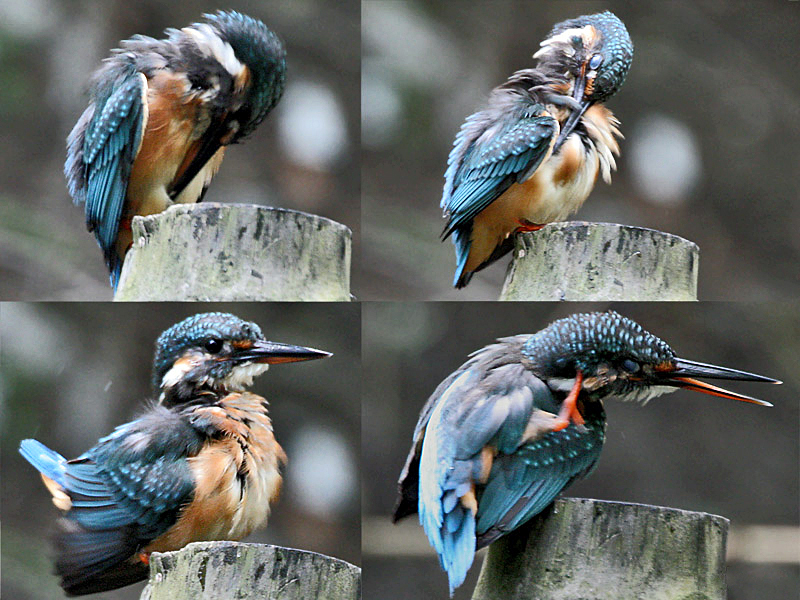
普通翠鸟理毛的連續畫面，牠將其腿抬起伸到翅膀下理毛

鳥類會以鳥喙觸壓尾端基部尾脂腺讓其分泌物沾在喙上，並開始理毛將這些分泌物向各處塗抹擴散。:167而雀形目的鳥類還會利用腳沾在喙上以塗抹整個頭部。:167而對於一些頭頸較長的鳥類，如鸊鷉等，牠們可以選擇直接把頭往尾脂腺上滾動。:102這些動作一般在沐浴且乾燥後才進行。:102
而對於那些無法以鳥喙搆到的地方，所有鳥類能分成兩種主要方式去塗抹：第一種是將腿和腳抬起，伸到翅膀下方，同時彎下身體，如黃頂夜鷺；第二種是將腿和腳放在翅膀上方，如棕煌蜂鸟。:129

## 不同鳥類的尾脂腺

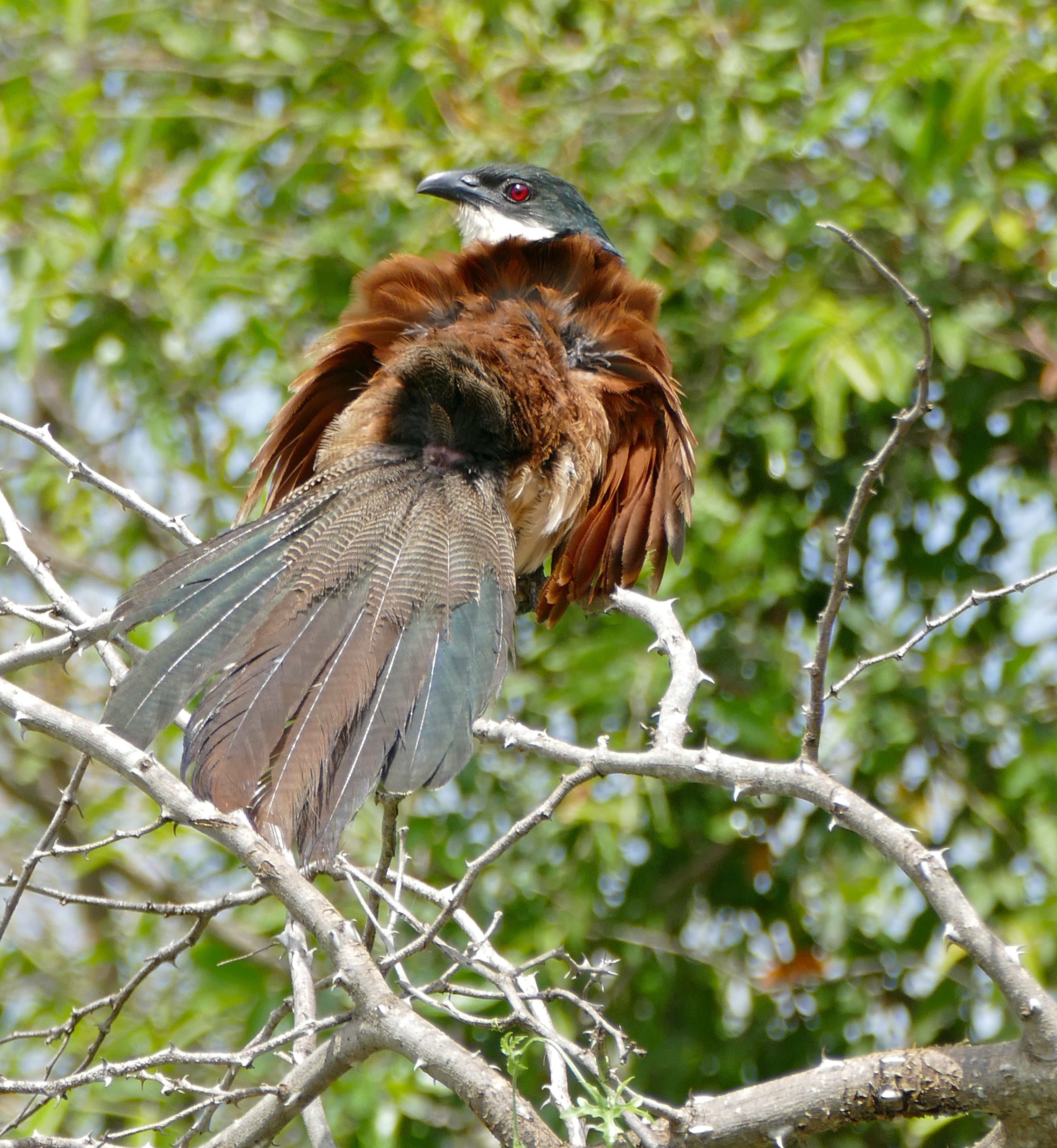
布氏鴉鵑的尾脂腺

尾脂腺在不同鳥類中的發育程度有所不同，如雁、鴨等水禽及魚鷹的尾脂腺相當發達。:167:406-407企鵝、雀形目鳥類也有相對較大的腺體。:46而當中占體重比例最大的則是小鸊鷉跟美洲河烏，可達到整個體重的0.61％及0.7％；反之最小的則是果鳩屬及皇鳩屬跟西牛背鹭的鳥類，僅占全體重的0.02％及0.01％。:407但鳥類與水接觸的程度之間與沒有尾脂腺並沒有明確相關，也未發現尾脂腺與不同物種的一定的親緣關係，但被發現尾脂腺的大小可能與環境相關。
有一些鳥類如蒼鷺或家鴿等，並沒有尾脂腺，而是以一種稱「粉䎃」或「敷粉絨羽」的構造取代，這是一種會不斷產生極細角質片的區域，塗抹於全身之後可相當於尾脂腺分泌物的作用，這也是造成某些鳥類洗澡後水面上有一層白粉的原因——這些就是粉䎃。:167
鴕鳥、美洲鴕鳥、鶴鴕、蟹鴴、蟆口鴟、鴇或者部分鳩鴿中並不具有尾脂腺，不過其胚胎在發育過程中可見類似於尾脂腺的構造。:167:74鴿子、鸚鵡和啄木鳥則有從完全沒發育到發育完全不一的腺體。:40
尾脂腺的差異也體現在性別上，雄性及雌性家鴨的分泌物成分不同。而戴勝在築巢時，其雌鳥和雛鳥的尾腺分泌物會由白色變為棕色，並且比雄鳥的分泌物更加地黏稠及有惡臭，並且同樣具有相當程度的抗菌性。

## 疾病
鳥的尾脂腺可能會發炎或堵塞，並可能會發生腫瘤或其他病變。維生素A缺乏或鹦鹉喙羽症等有相關羽毛疾病的鳥，其尾脂腺也可能會受到影響。當尾脂腺堵塞時，其分泌物會因為未被使用而在腺體內變硬，並導致發炎。而鳥隻本身可能就會因為嘗試抓咬該處而導致流血，嚴重者甚至需要手術清理。

## 外部連結
- 维基共享资源上的相關多媒體資源：尾脂腺